# Музей ракетних військ стратегічного призначення
Музе́й раке́тних ві́йськ стратегі́чного призна́чення — унікальний військовий музей для створення якого була використана бойова позиція ракетного полку 46 ракетної дивізії Ракетних військ стратегічного призначення. Експозиція музею відображає історію ракетних військ стратегічного призначення СРСР, а також полку, особовий склад якого ніс тут бойове чергування. Творці музею залишили в первісному вигляді підземний командний пункт і одну з ракетних шахт. Також у музеї представлено техніку та засоби, які використовували при обслуговуванні ракетних комплексів, ракетні двигуни, системи космічного зв'язку. У приміщеннях казарм і штабу розміщені експозиційні зали.
У музеї нараховують майже 30 000 експонатів, кількість яких постійно зростає і урізноманітнюється.
Загальна кількість відвідувачів за весь період існування становить сотні тисяч чоловік. Такий заклад є тільки в Україні і США.

## Історія та діяльність
Основна експозиція розгорнута на базі колишнього командного пункту 309-го ракетного полку 46-ї ракетної дивізії, яка входила до 43-ї ракетної армії РВСП СРСР.
30 жовтня 2001 року було підірвано останню шахтно-пускову установку міжконтинентальної балістичної ракети РС-22 (за американською термінологією — SS-24 «Scalpel»), а центральну бойову стартову позицію уніфікованого командного пункту з наземним обладнанням і різноманітними допоміжними механізмами ракетного комплексу «ОС» (поодинокий старт) було збережено в робочому стані і перетворено в музей.
Він являє собою бойову стартову позицію з шахтно-пусковою установкою, командним пунктом запуску ракети шахтного базування, наземним обладнанням (холодильний центр, енергоблок, вартове приміщення з автоматизованими системами охорони) і допоміжними механізмами ракетного комплексу «ОС», які збережені у первісному вигляді. На території бойової позиції розміщена експозиція спеціальної ракетної техніки. Утримують технічне обладнання і механізми у робочому стані колишні офіцери-ракетники, які несли бойове чергування на зазначеному ракетному комплексі.
Шахтно-пускова установка являє собою шахту завглибшки 35 метрів, яка є високозахищеною фортифікаційною спорудою. Вона виконана технічно з апаратурним відсіком, захисним пристроєм, стаканом. Загальна вага захисного пристрою становить 121 тонну. Безпосередньо до стакана шахти був підвішений контейнер з ракетою РС-22. Ці комплекси перебували на бойовому чергуванні з 1989 по 1999 рік. Поруч з шахтно-пусковою установкою знаходиться макет головної частини ракети РС-22 (СС-24).
Конструкція шахти командного пункту виконана аналогічно шахті пускової установки і є так само захищеною. Її глибина становить 40 м. Командний пункт являє собою металевий контейнер завдовжки 33 м, (діаметр 3,3 м), вага 125 т, який має 12 відсіків. У всіх відсіках знаходиться апаратура та обладнання, кожна з яких виконує свої особливі функції. Бойова обслуга у складі 2-х чоловік постійно несла бойове чергування в 11 відсіку на 30 — метровій глибині протягом 6 годин почергово. Для доставки бойової обслуги до місця бойового чергування в командний пункт використовувався вантажопасажирський ліфт. Командний пункт міг надійно функціонувати в різних умовах, у тому числі в автономному режимі протягом 45 діб.
Вартові приміщення призначались для охорони і оборони об'єктів позиційного району. Вартове приміщення — це споруда, яка складається з підземної та наземної частин. Вхід у вартове приміщення здійснюється через люк патерни. Зміна у кількості 2-х чоловік несла бойове чергування протягом тижня і постійно знаходилась в середині вартового приміщення. На даху вартового приміщення встановлена баштово-кулеметна установка, в якій знаходився кулемет Калашникова (ПКТ). Така ж баштово-кулеметна установка знаходиться на даху споруди № 6, в якій перебувала чергова зміна.
На території бойової зони є експозиція спеціальної техніки для обслуговування ракетної бойової позиції.
Експозиційні зали музею розкривають відвідувачам історію 46-ї ракетної Нижньодніпровської орденів Жовтневої Революції Червонопрапорної дивізії. Дивізія розпочала бойовий шлях у роки Другої світової війни і завершила його у жовтні 2001 року, залишивши для нащадків Музей Ракетних військ стратегічного призначення.
Музей Ракетних військ стратегічного призначення — це винятковий музей, єдиний у Європі. Спрямованість його експозиції нагадує, яка небезпека і сьогодні ще загрожує світові.
Центральний офіс музею:
м. Первомайськ (Миколаївська область), вул. Одеська, 121.
Філіал у смт Побузьке Голованівського району Кіровоградської області (відстань між двома частинами музею — близько 30 км).

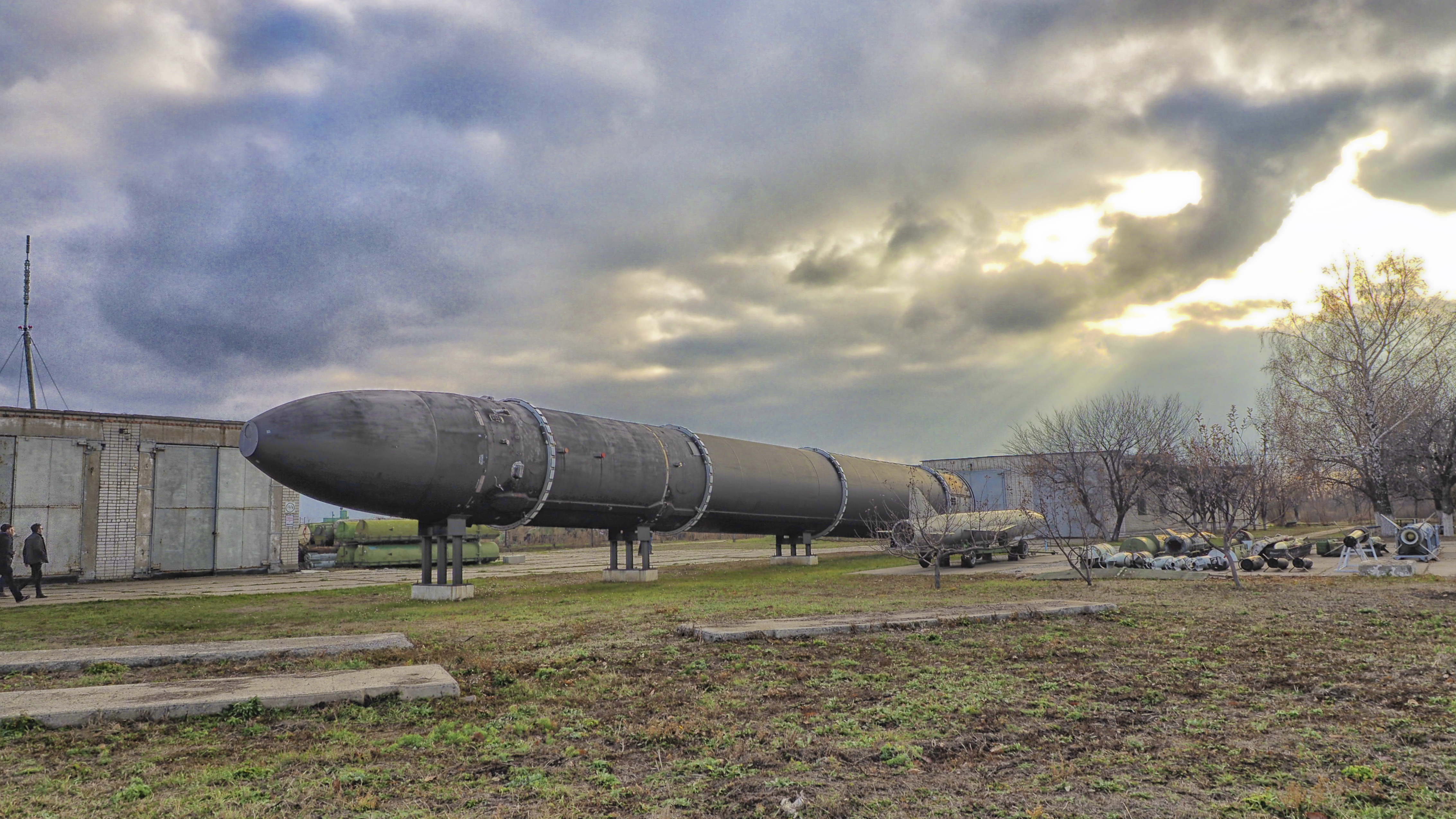
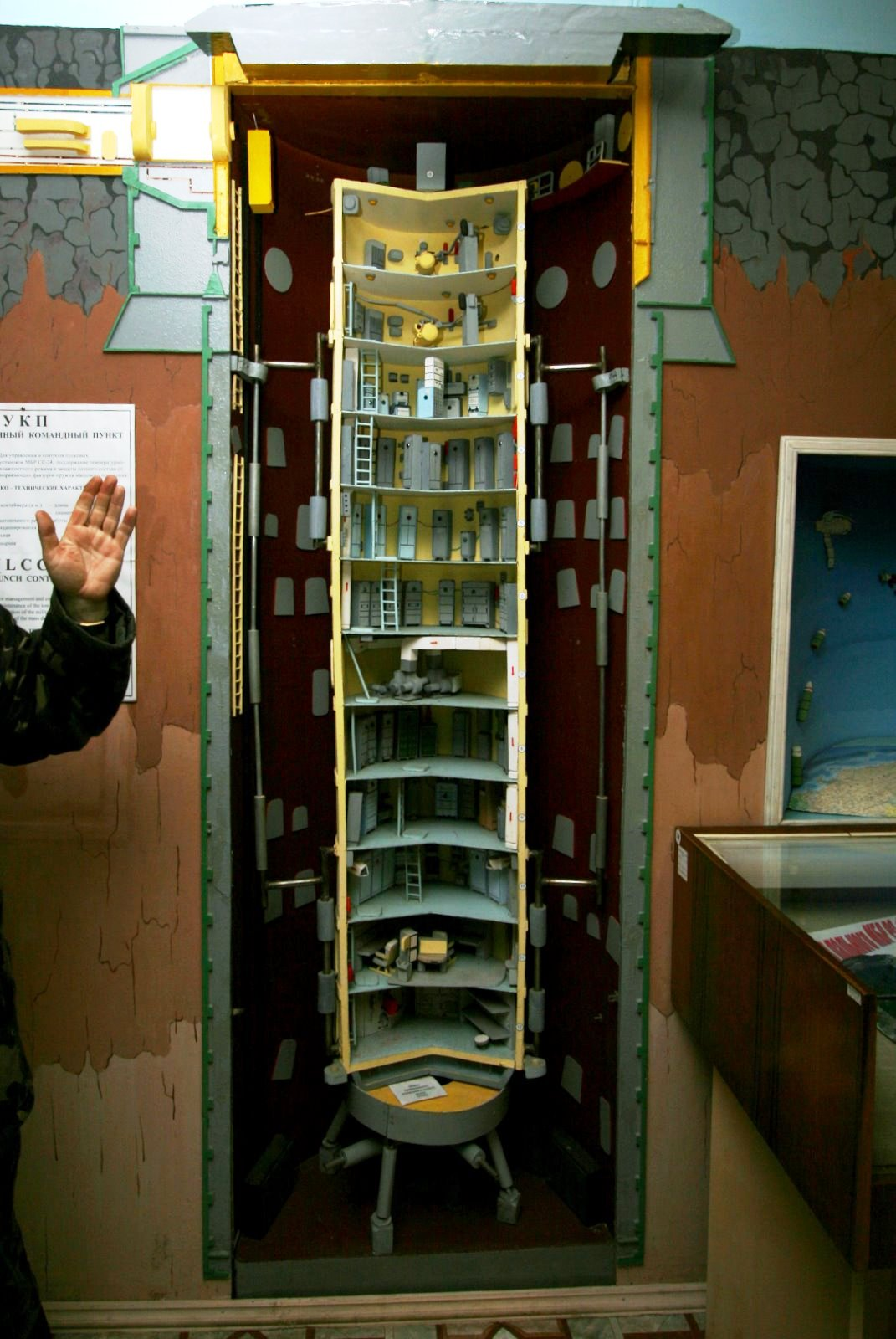
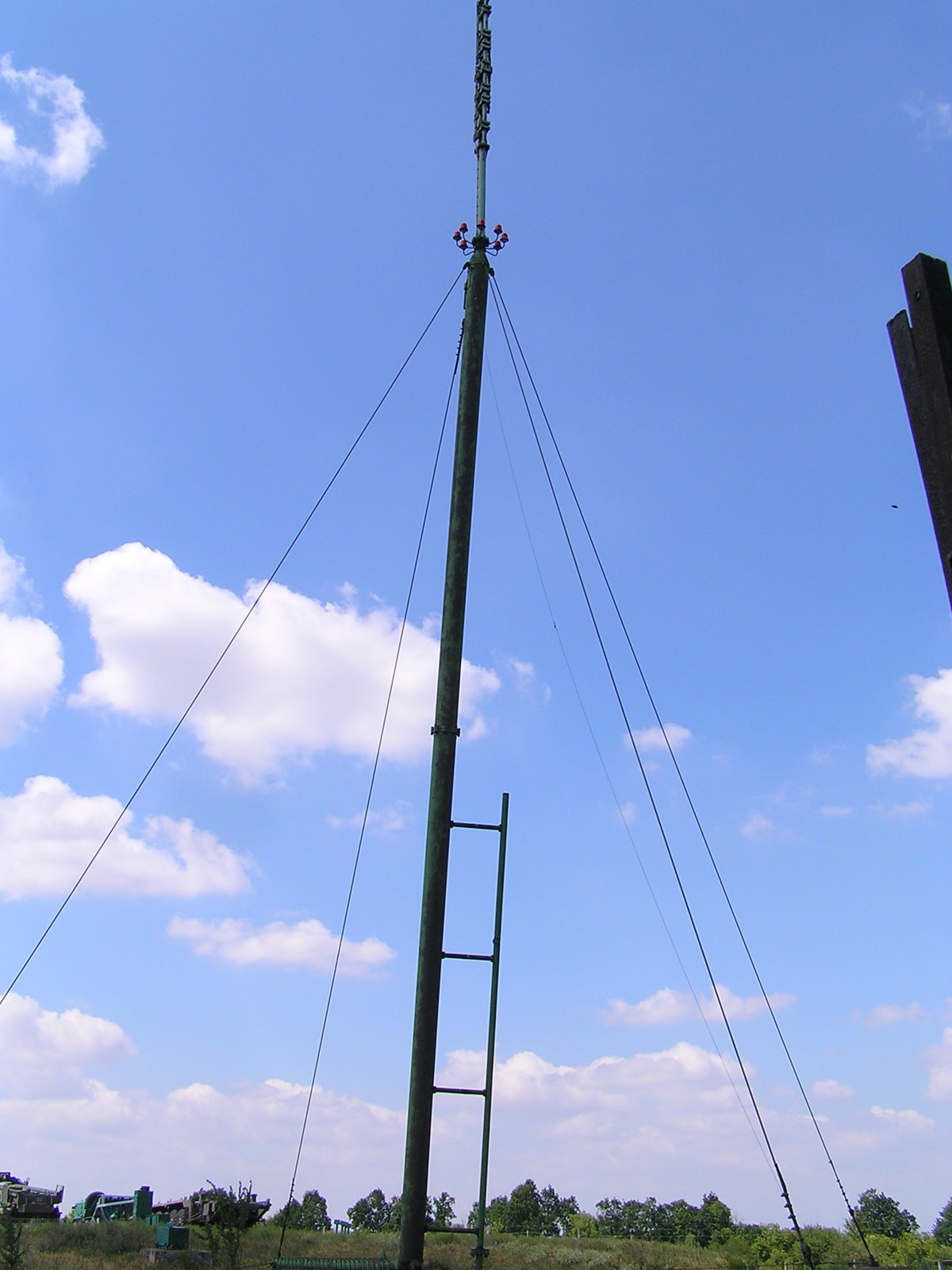
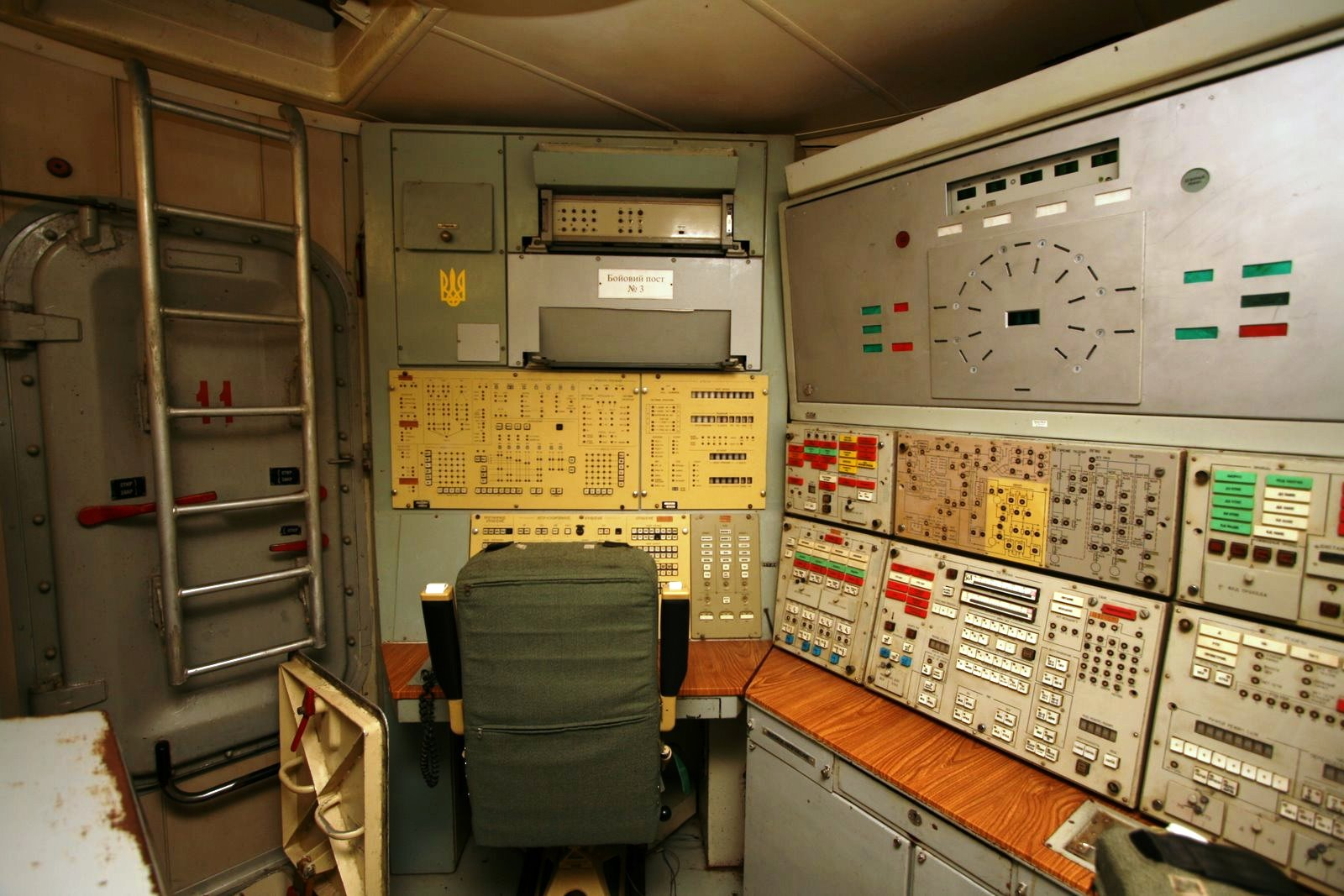
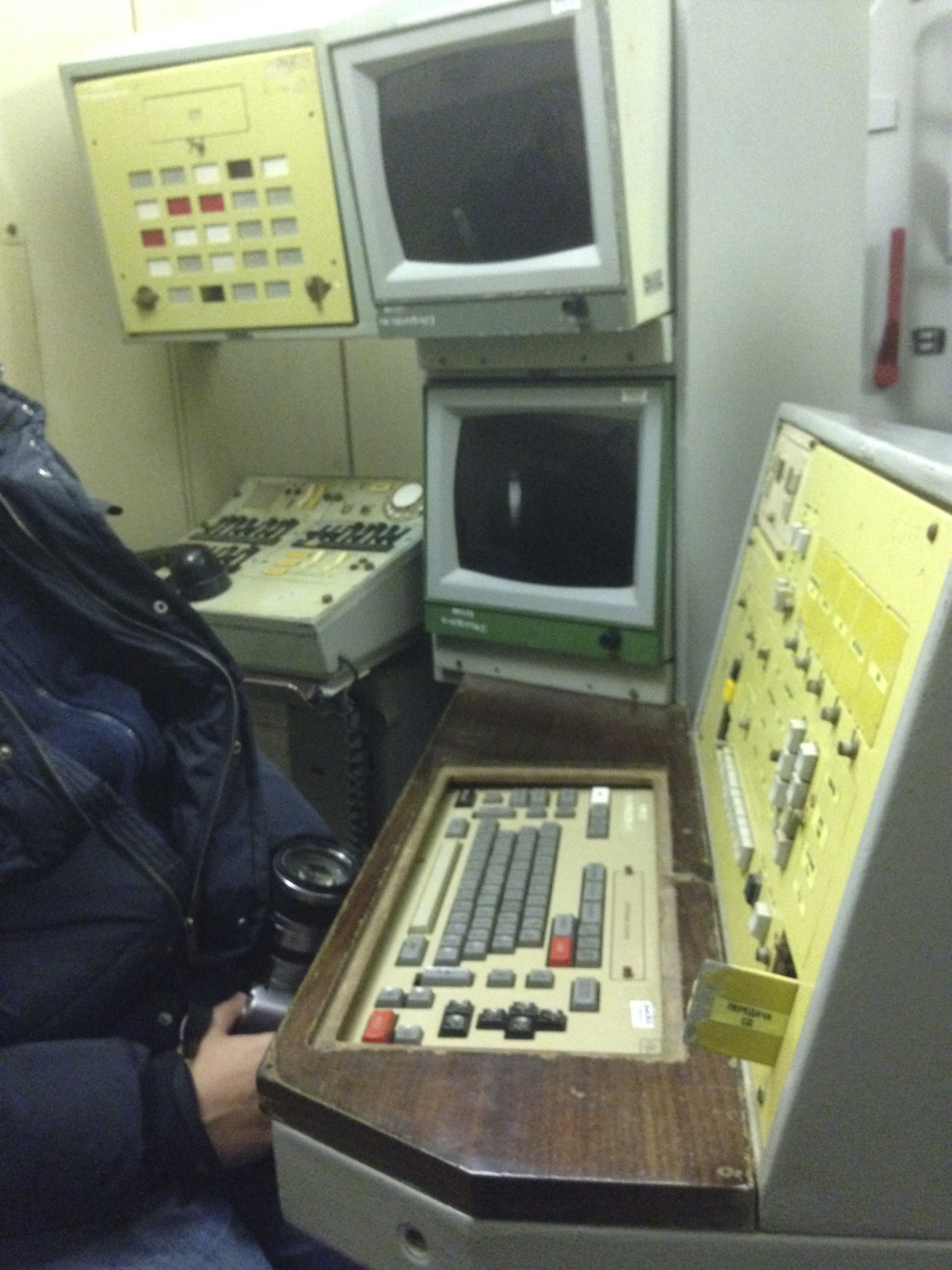
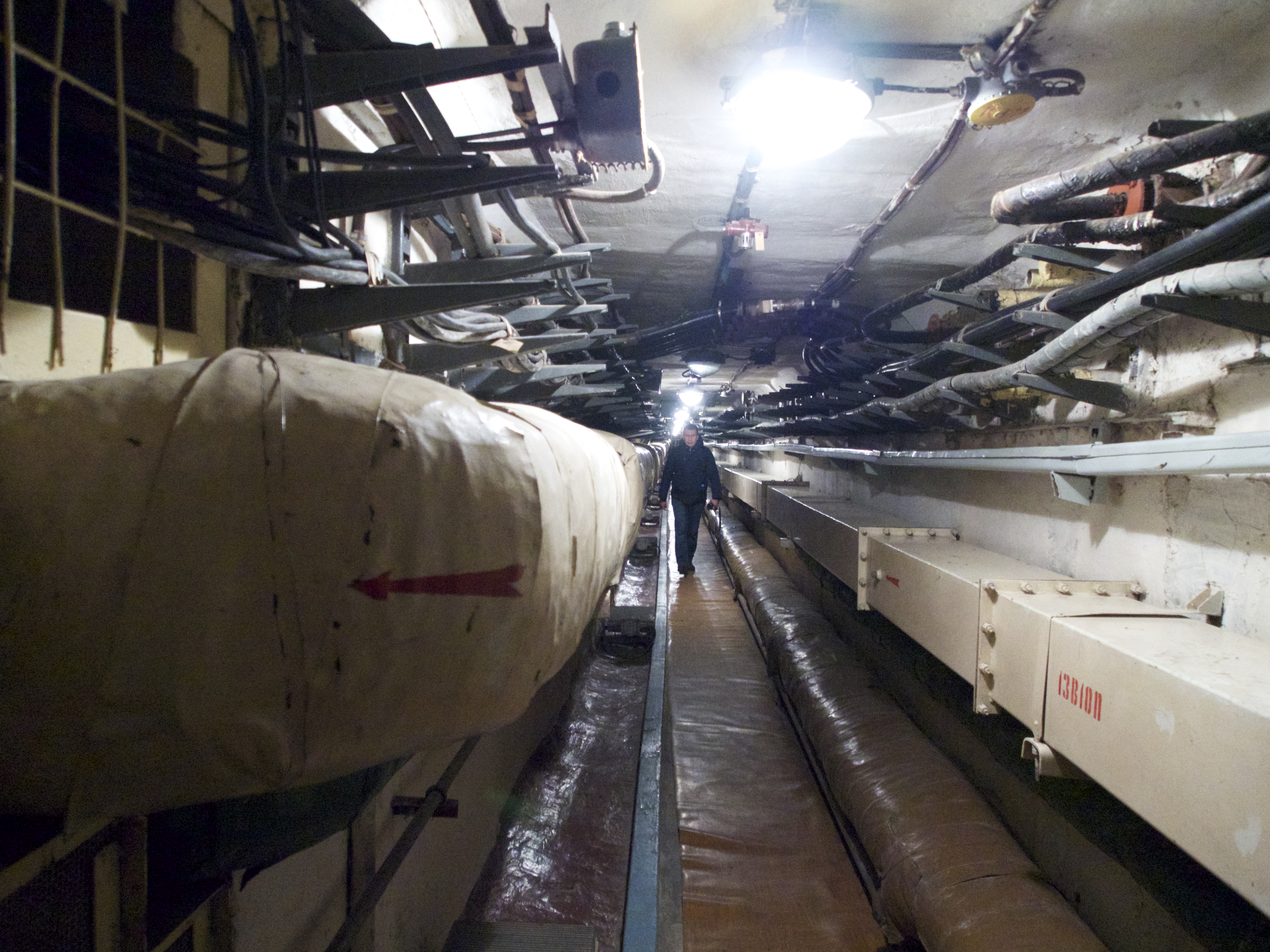
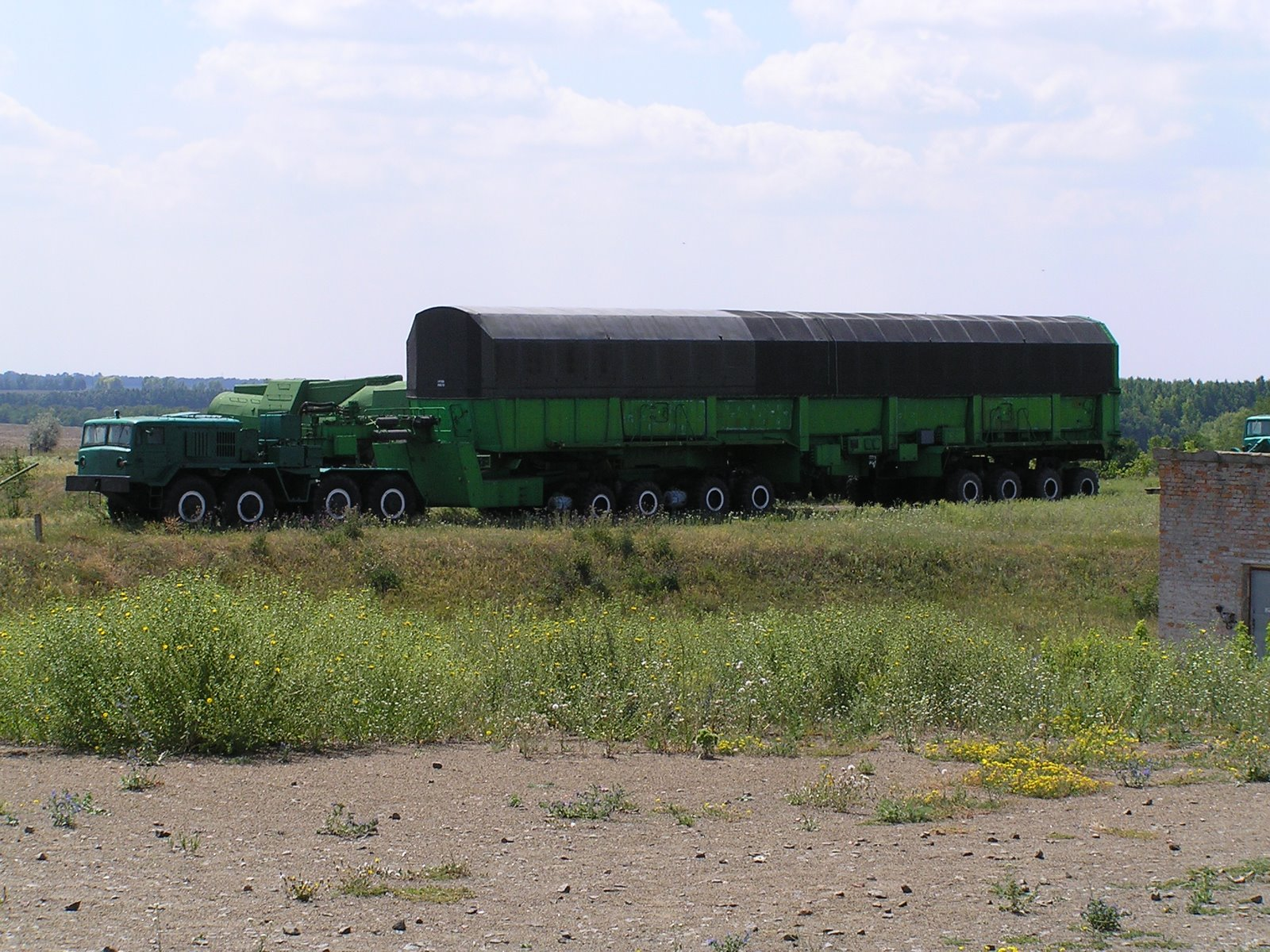
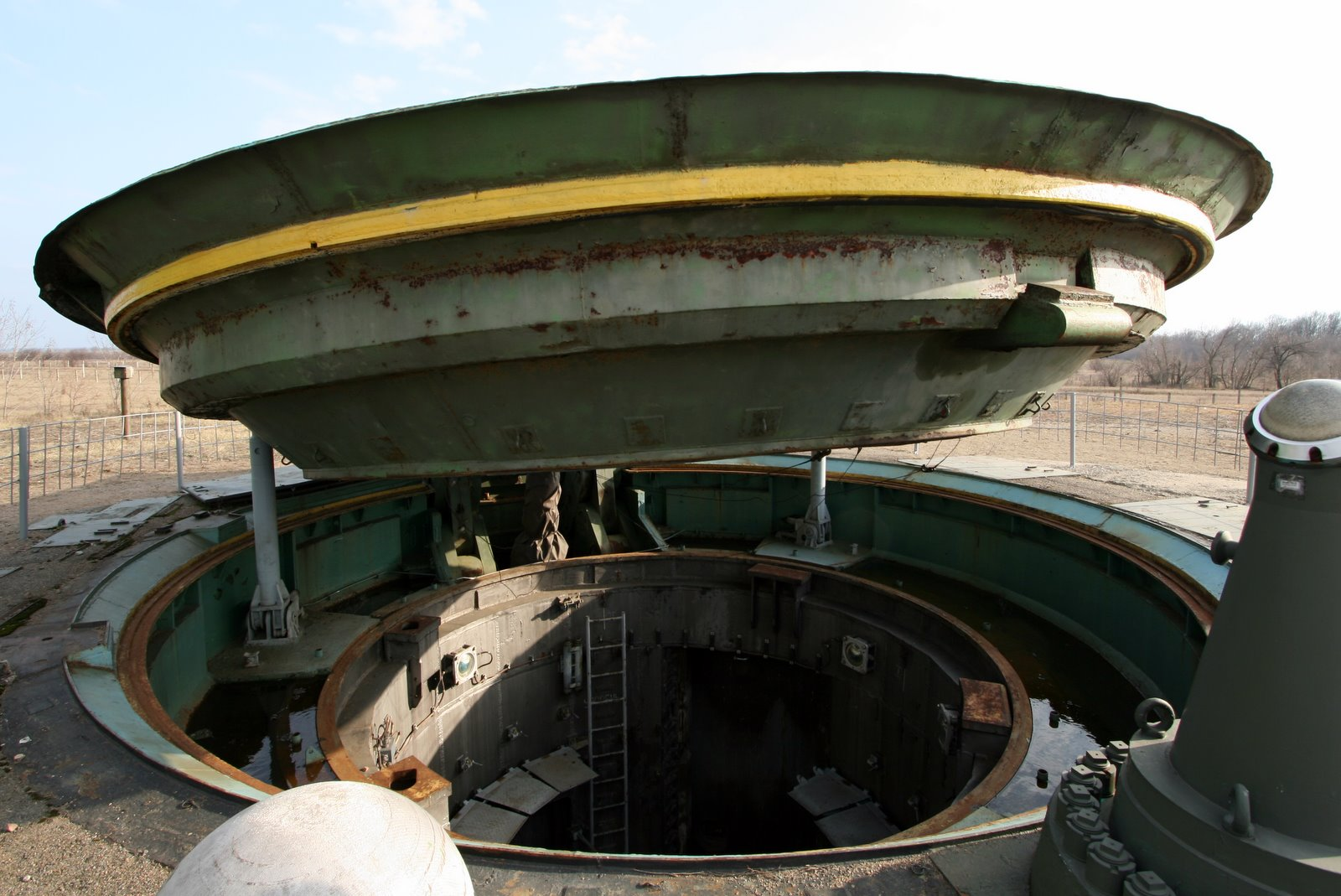
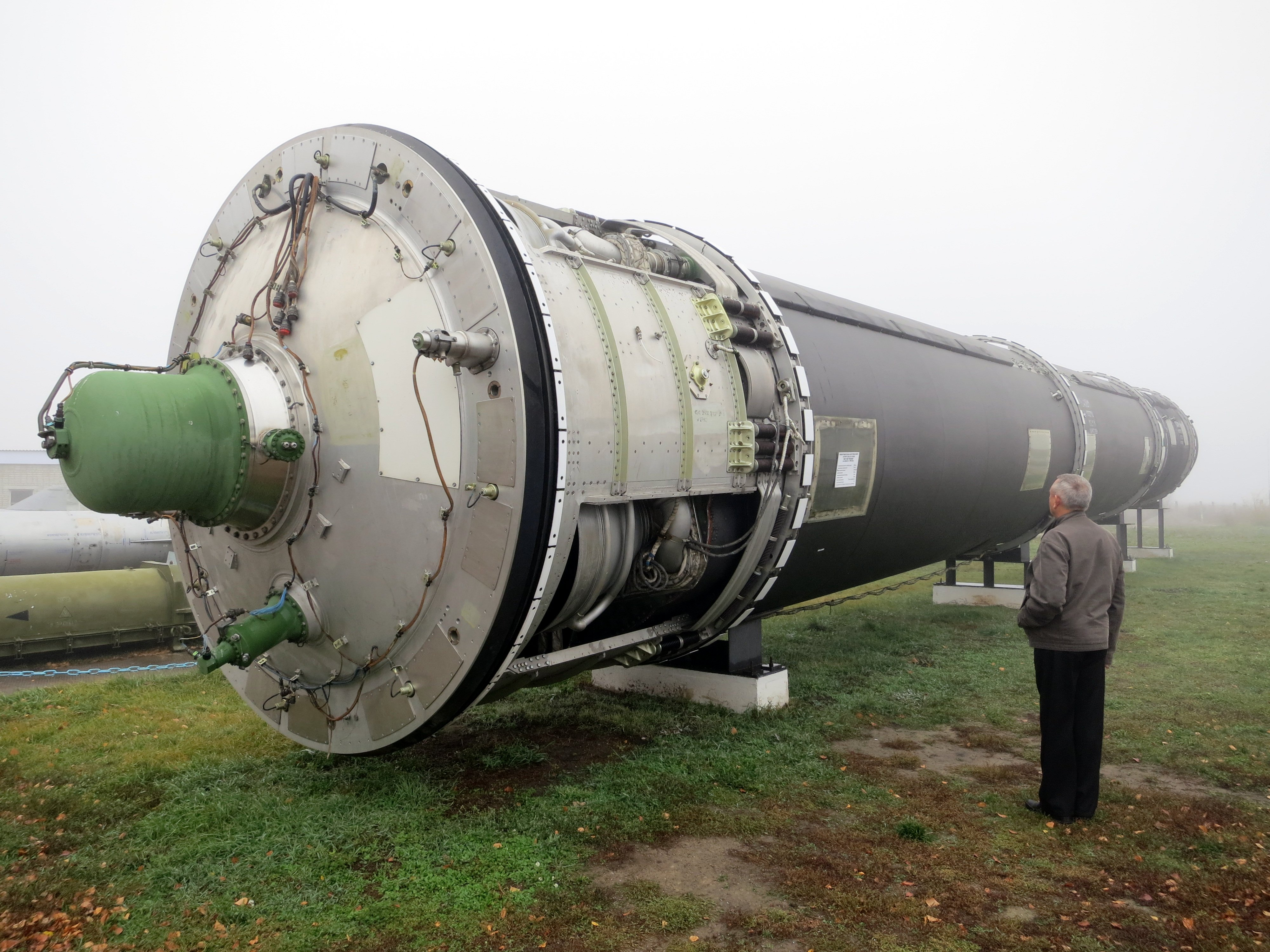

### Відео
- Ядерний арсенал України - Музей ракетних військ. Серпень 2020 на YouTube
- Третя після Росії та США. Як виглядав ядерний потенціал України. Червень 2020 на YouTube
- «росія вкрала нашу ядерну зброю» на ютуб-каналі «PRESSING». Коментарі Юрія Костенка. Жовтень 2022 на YouTube